# Уэллс Фарго Центр (Филадельфия)
«Уэллс Фарго Центр» (англ. Wells Fargo Center), ранее известная как «Корстэйтс-центр», «Фёрст Юнион-центр» и «Ваковия-центр» — крытое спортивное сооружение в Филадельфии, штат Пенсильвания, в Соединённых Штатах Америки. Является домашней ареной для «Филадельфии Флайерз», «Филадельфии 76» и «Филадельфии Соул». Арена была построена в 1996 году за $210 000 000 на месте снесённого в 1992 году стадиона имени Джона Кеннеди, в основном на частные инвестиции, хотя и не без помощи города. Располагается в Южной Филадельфии и является составляющей гигантского спорткомплекса, который также включает в себя арены «Линкольн-файненшел-филд» и «Ситизенс-бэнк-парк».

## Названия
Ещё до начала строительства арену планировалось назвать «Спектрум II», как младшую сестру арены «Спектрум», на которой вплоть до 1997 года проводили свои матчи «Филадельфия Флайерз», «Филадельфия 76» и «Филадельфия Уингз». Однако в итоге стадион был назван в честь спонсора, банка «КорСтейт», который согласился вложить в развитие арены около $40 000 000 в течение 21 года. В 1998 году «КорСтейт» был поглощен другим банком, «Фёрст Юнион». А затем в 2003 году произошло слияние «Фёрст Юнион» с банком Wachovia, что привело к переименованию арены в «Ваковия-центр». 1 июля 2010 года права на название официально перешли к Wells Fargo и арена была переименована в «Уэллс Фарго Центр».

## Внутреннее устройство
Арена способна вместить до 21 600 зрителей на матчах НБА, 19 519 — на матчах НХЛ; для VIP-персон предлагается 126 номеров класса люкс, рестораны и кафе на территории арены способны вместить до 1880 человек.
31 мая 1997 года в рамках первого матча финала Кубка Стэнли между «Филадельфией Флайерз» и «Детройтом Ред Уингз» был установлен рекорд посещаемости для хоккейных матчей для штата Пенсильвания — тот матч посетило 20 291 человек. А 13 февраля 2006 года — рекорд посещаемости для баскетбольных матчей — за встречей между университетами Вилланова и Коннектикут наблюдало 20 859 зрителей.